# B-hunter

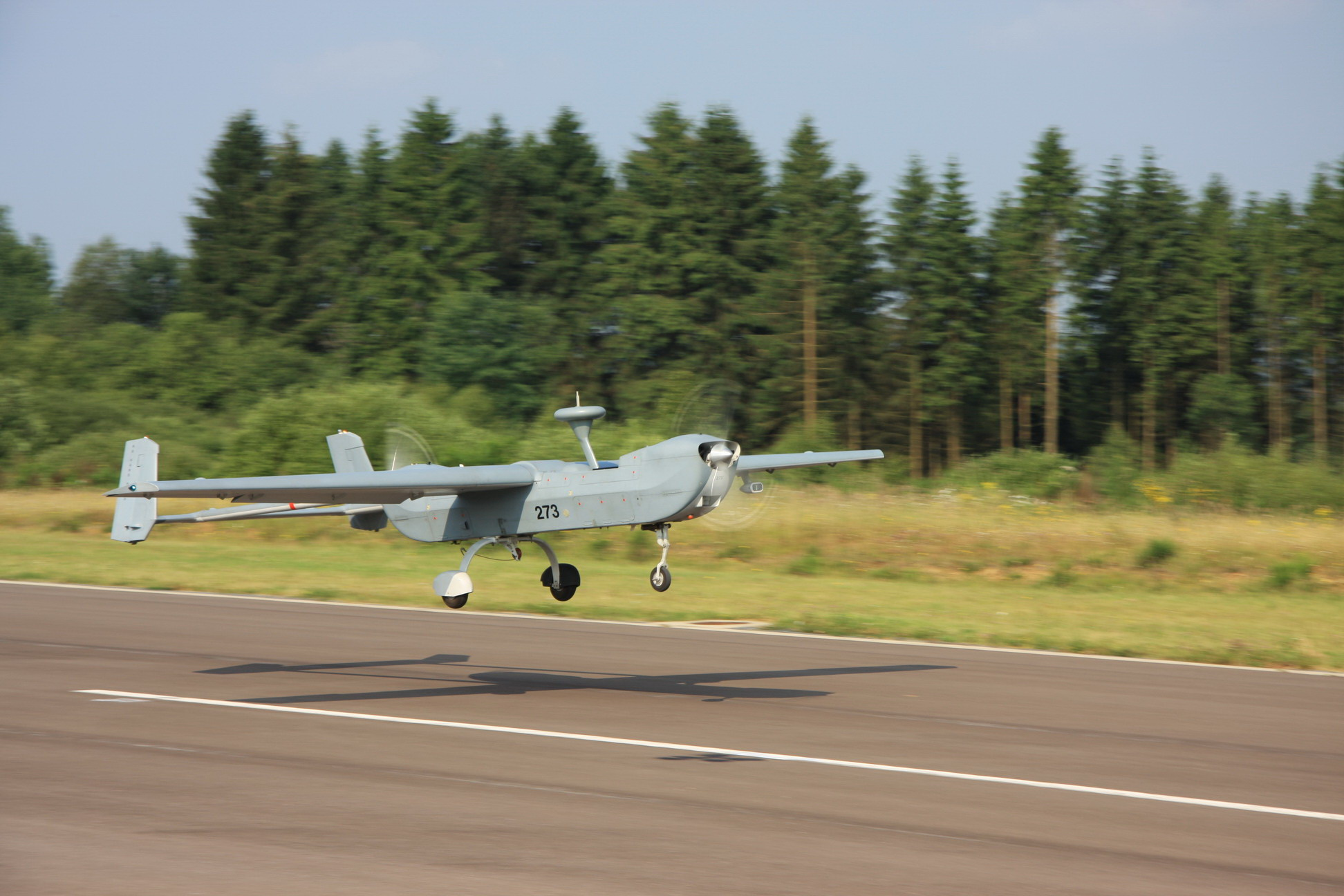
Landing van een B-hunter (2009)

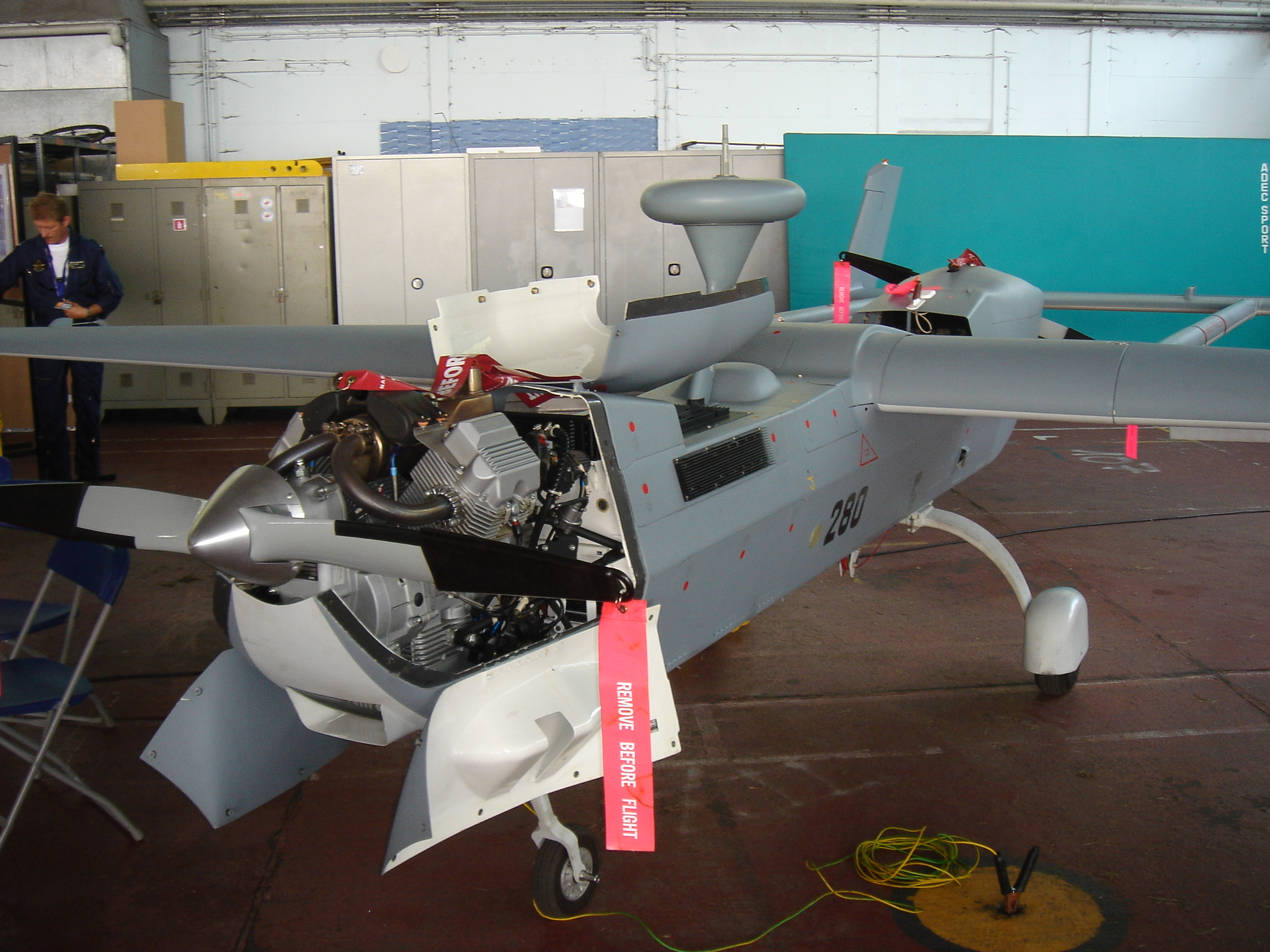
Tentoongestelde B-hunter op de airshow te Koksijde

De B-hunter is een drone uit 2002, sinds 2004 in gebruik bij de Belgische Defensie, ontwikkeld door de Israëlische leverancier Israel Aerospace Industries (IAI) en het Israëlische Leger. Het verschil met de Israëlische versie, de IAI RQ-5 Hunter, is dat het systeem via een laser geleid wordt tijdens vertrek en terugkeer. De Belgische versie wordt toepasselijk aangeduid met "B-Hunter". Het systeem bestaat uit een vliegtuig, een controlestation op de grond en een verbindingsantenne. Het toestel is, in tegenstelling tot de Israëlische versie, uitgerust met een trek- en een duwmotor van het Italiaanse Moto Guzzi V75 Hi.e met elk een vermogen van 62 pk bij 7.500 rpm. Deze Hunters zijn o.a. populair bij verkennings- en intelligence-operaties.
De spanwijdte bedraagt 8,9 meter, de lengte 6,9 meter en de hoogte 1,81 meter. Het gewicht is leeg 500 kg, het maximumgewicht 727 kg. De maximale vlieghoogte is 1.500 meter. De B-hunter heeft een actieradius van 100 km, een kruissnelheid van 120 km/h en een maximumsnelheid van 200 km/h.

## België
Het Belgische Leger is sinds 2004 het enige Europese leger dat  over deze toestellen beschikt. Zij maken deel uit van het 80ste UAV Squadron, dat gestationeerd is op de militaire vliegbasis van Florennes. Op termijn wenste men over 18 toestellen te beschikken, elk met een camera, en zes controlestations. Er zijn B-Hunters op missie in de Democratische Republiek Congo, een missie in Bosnië en Herzegovina werd succesvol afgesloten. In 2018 zijn door crashes nog 11 toestellen beschikbaar.

### Neergehaalde of gecrashte exemplaren
Er zijn Belgische B-Hunters gestationeerd in de Democratische Republiek Congo, hiervan zijn er al enkele neergehaald: de eerste met een vuurwapen toen het landde op de luchthaven van Kinshasa-N'Dolo.
Begin oktober 2006 stortte het tweede neer in het centrum van Kinshasa (DR Congo) tijdens een beveiligingsoperatie van de verkiezingen. Daarbij kwam een vrouw om het leven en raakten twee kinderen gewond.
In oktober 2017 stortte een toestel neer in de regio Alentejo (Portugal).